# Ansamblul bisericii „Sfântul Nicolae” din Șcheii Brașovului
Biserica „Sfântul Nicolae” din Șcheii Brașovului este un ansamblu de monumente istorice aflat pe teritoriul municipiului Brașov. În Repertoriul Arheologic Național, monumentul apare cu codul 40205.208.
Ansamblul este format din patru monumente:
- Biserica „Sf. Nicolae” cu paraclisele (Bunavestire și Înălțarea Domnului) (cod LMI BV-II-m-A-11589.01)
- Fosta școală românească, azi muzeu (cod LMI BV-II-m-A-11589.02)
- Chilii (cod LMI BV-II-m-A-11589.03)
- Zid de incintă (cod LMI BV-II-m-A-11589.04)

## Galerie

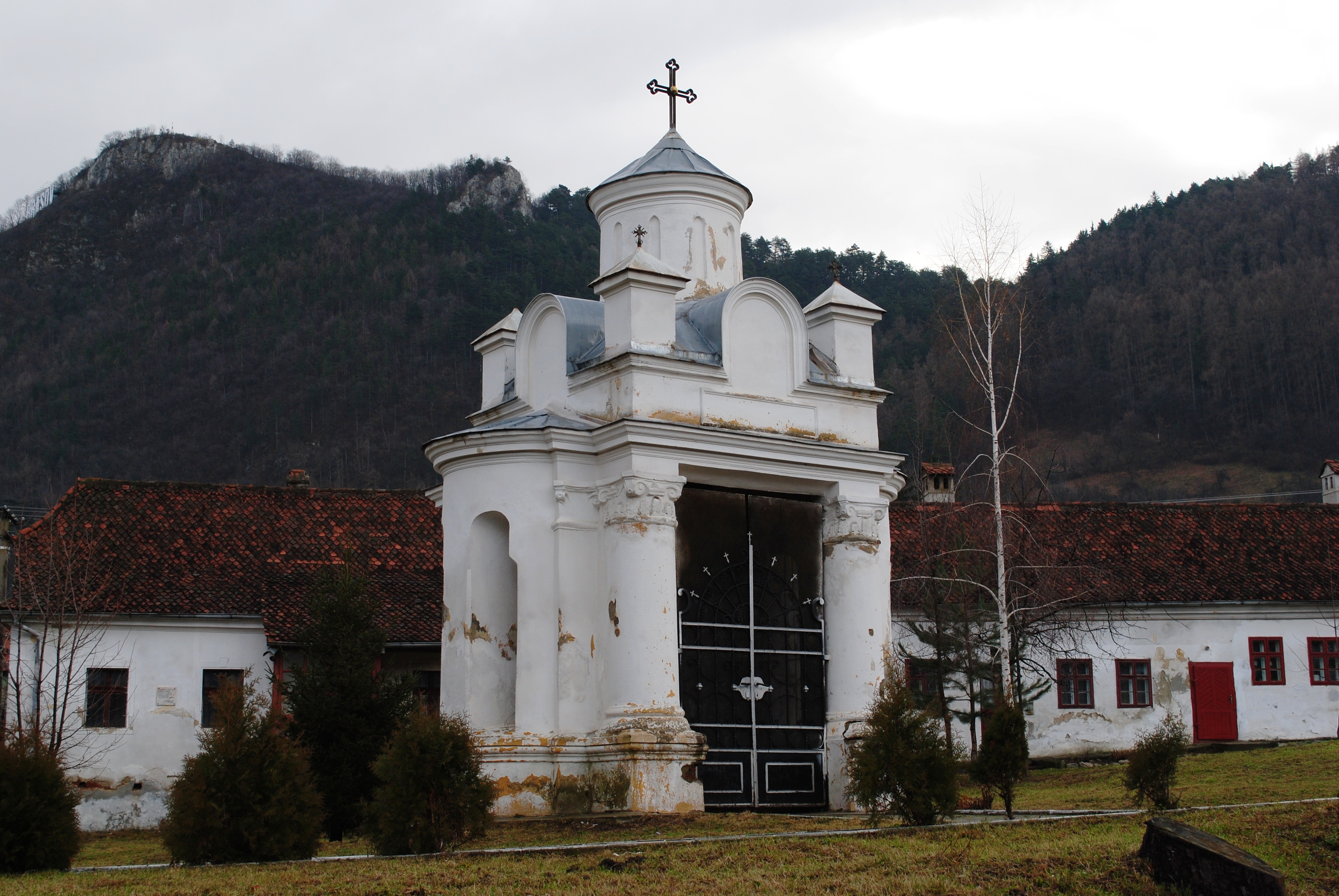
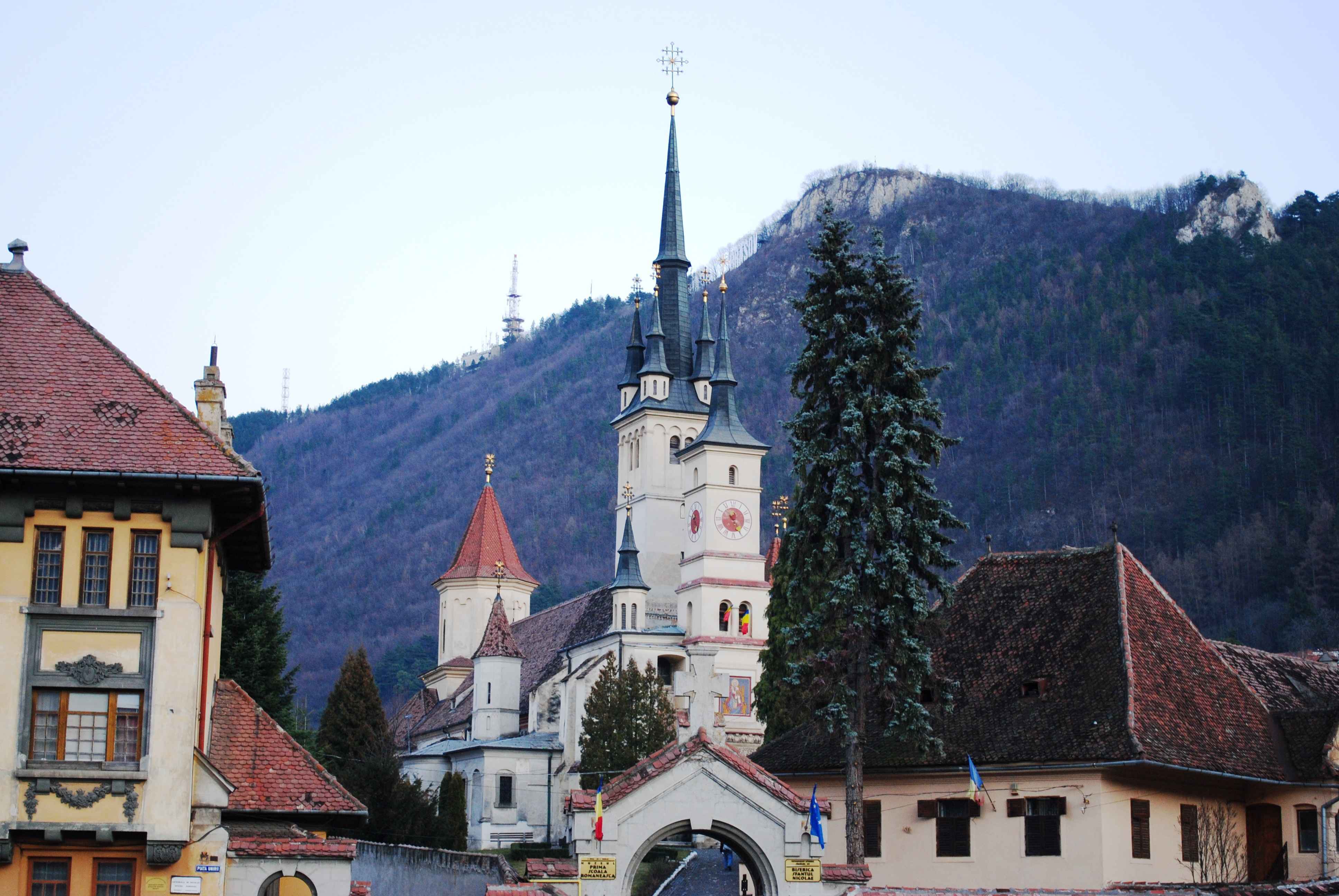
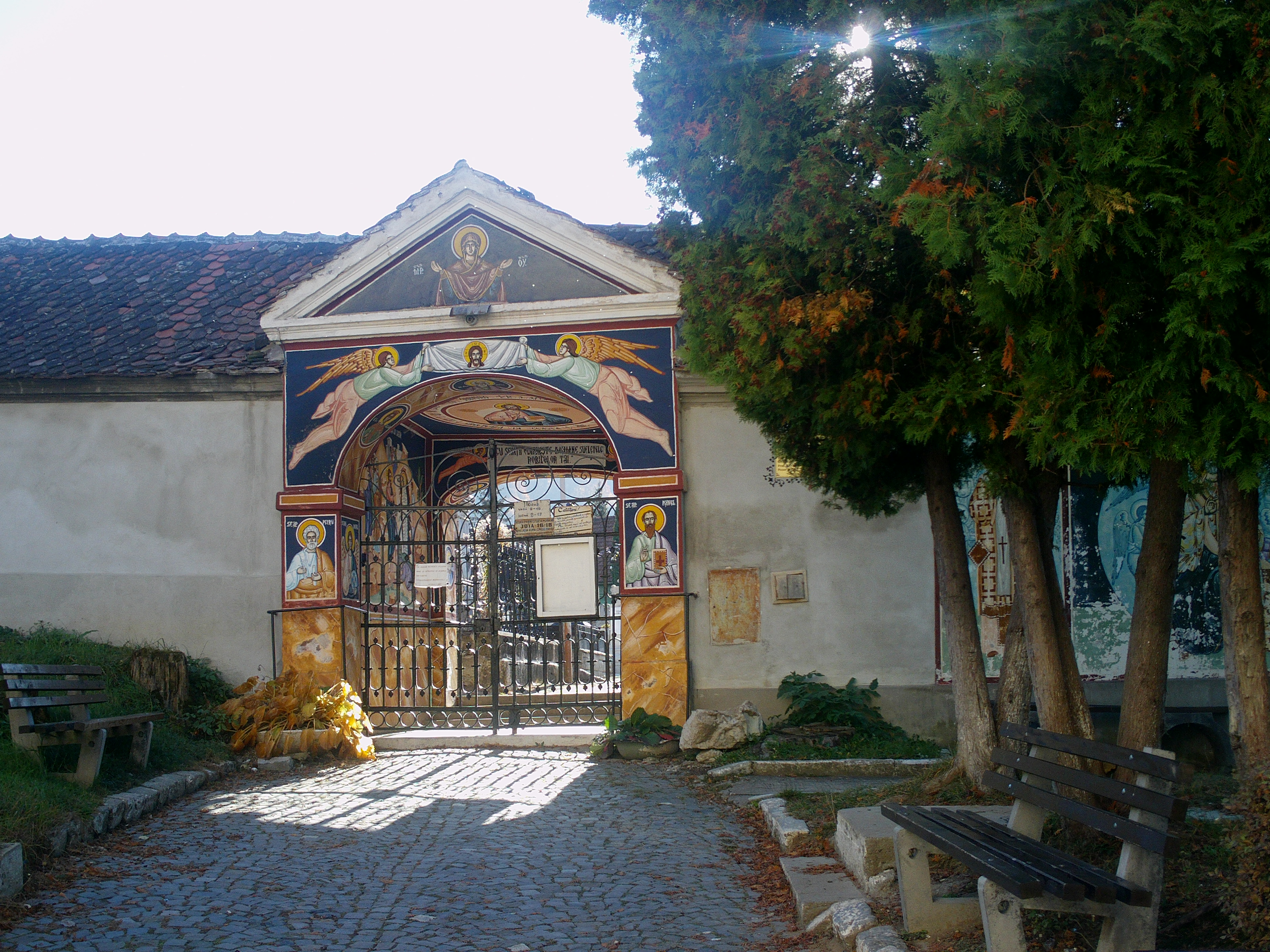
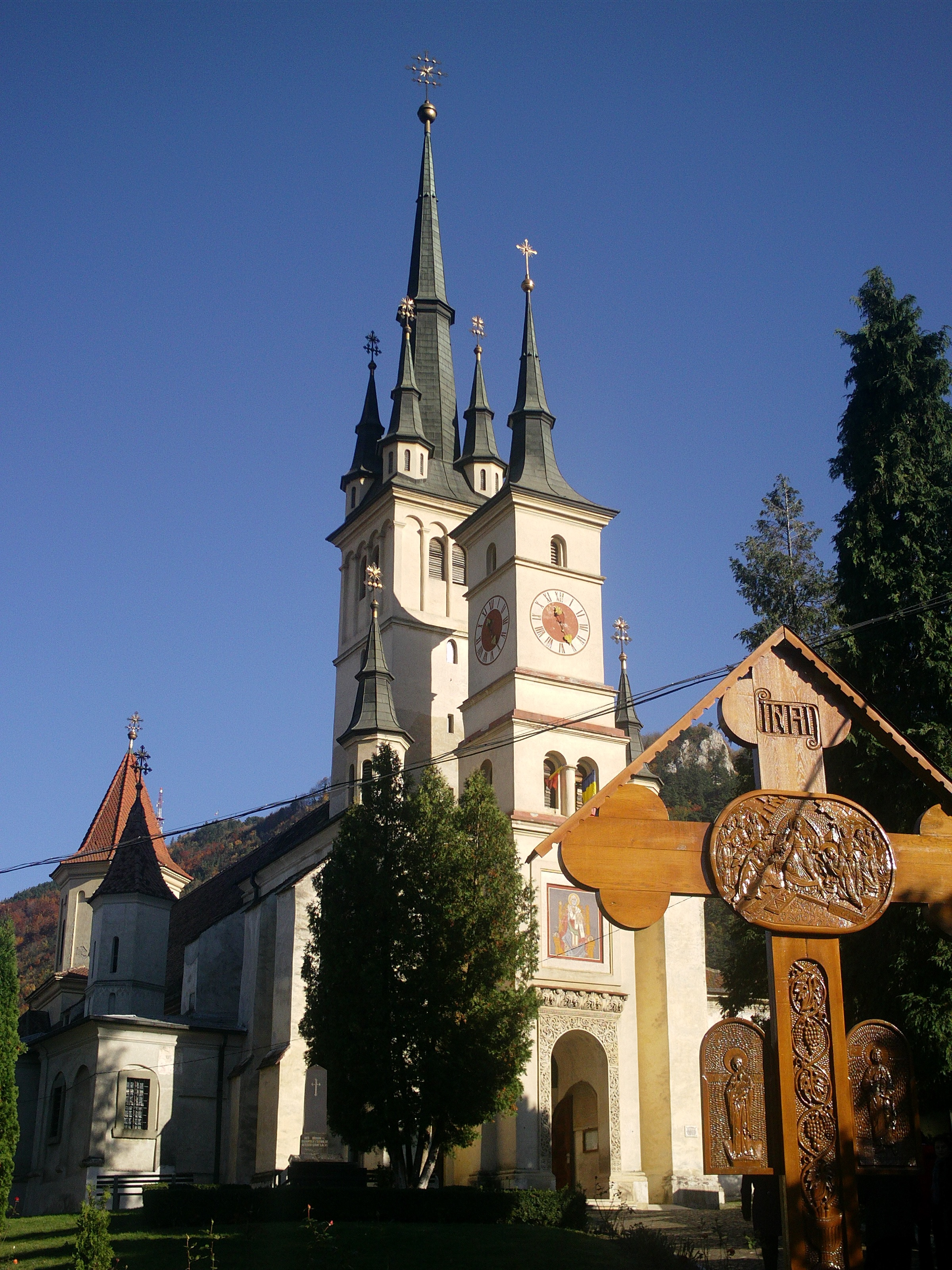
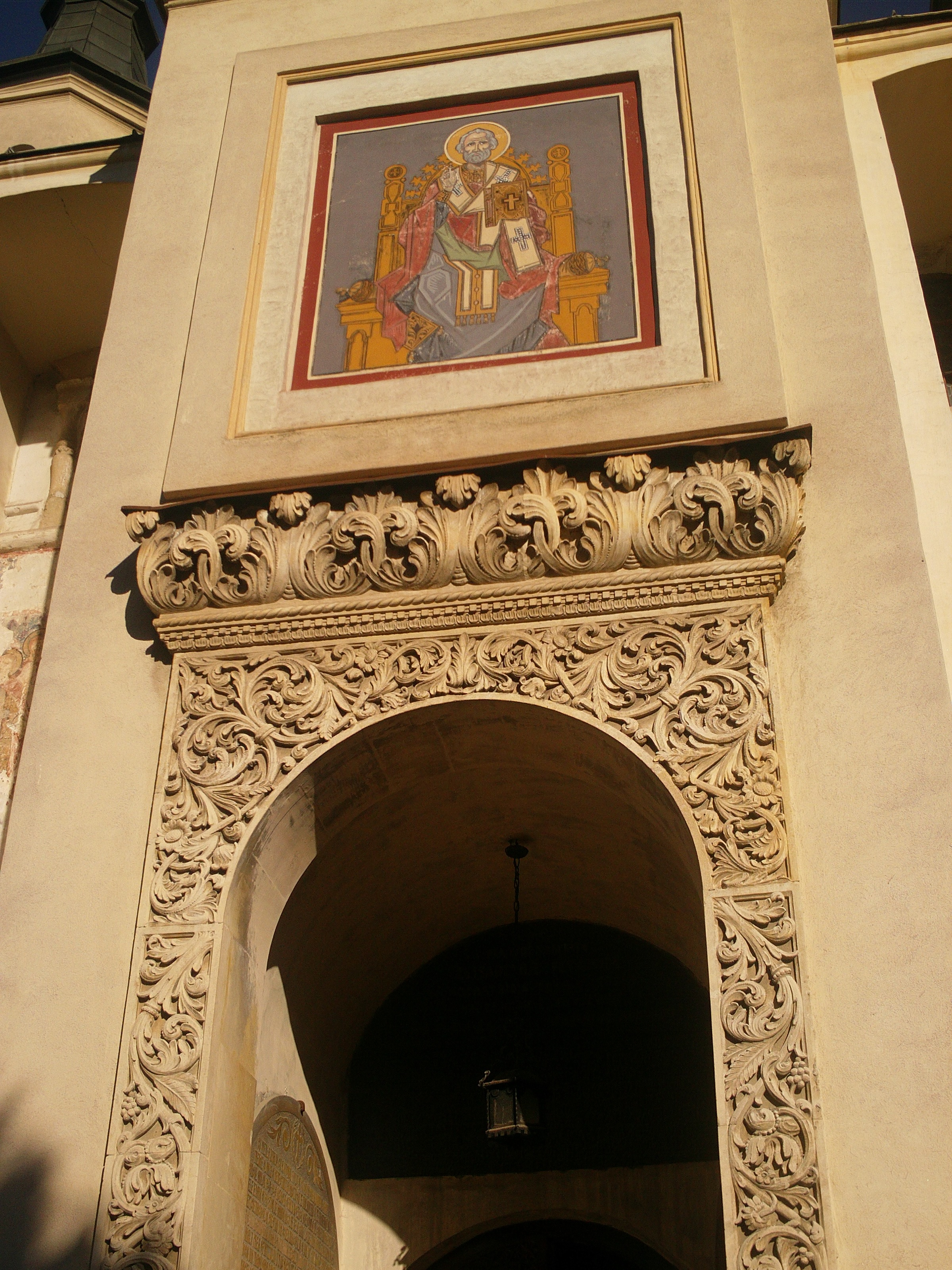
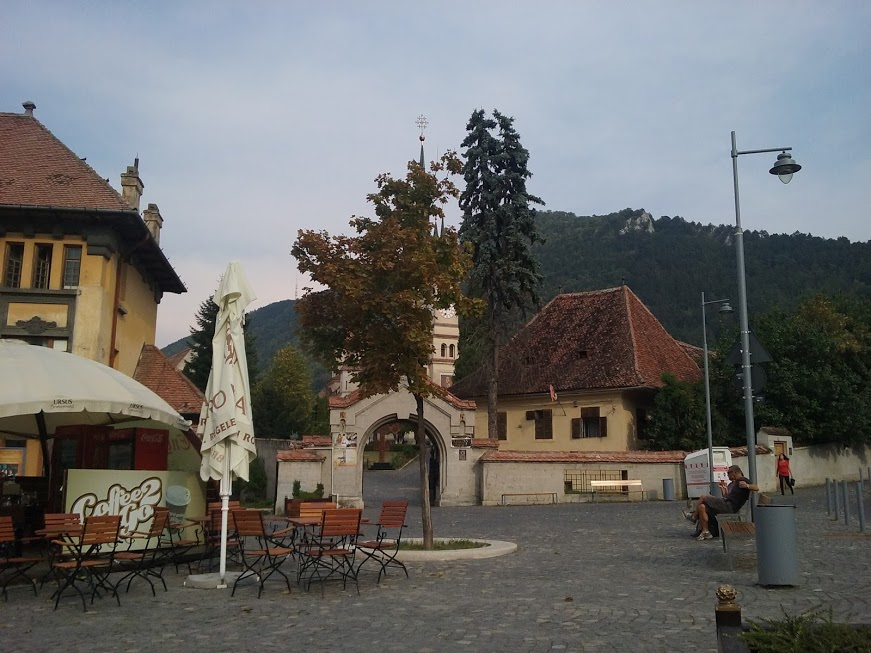